# Rivolta di Tver' (1327)
La rivolta di Tver' del 1327 (in russo Тверское восстание 1327?, Tverskoe vosstanie 1327) fu una grande sommossa condotta contro l'Orda d'Oro da parte della popolazione di Tver'. Scatenata dalle deplorevoli condotte compiute dalle autorità tartare, fu brutalmente repressa da un esercito messo a disposizione da Uzbek Khan e guidato personalmente da Ivan Kalita, sovrano della Moscovia, con la partecipazione di Alessandro di Suzdal'. All'epoca, era in corso una lotta di potere per il predominio politico tra il principato di Tver' e il granducato di Mosca nella Russia occidentale, una regione formalmente sottoposta all'autorità dei tartari dell'Orda d'Oro. Una volta ristabilita la pace, il peso specifico di Tver' fu notevolmente ridotto, tanto che il principato poté tornare a competere con la Moscovia soltanto dopo quarant'anni circa.

## Contesto storico
La Russia europea basso-medievale era stata sottoposta all'autorità dell'Orda d'Oro sin da quando ebbe luogo l'invasione mongola nel XIII secolo. Da allora, tutti i governanti dovevano giurare formalmente fedeltà al khan e venivano da lui autorizzati ad amministrare le città dove vivevano. Il principato più importante che era stato soggiogato dai tartaro-mongoli era quello di Vladimir, ma con il tempo questo cominciò a perdere spessore e si innescò una lotta di potere tra gli emergenti principato di Tver' e granducato di Mosca. Una prima fase delle lotte politiche vide come protagonisti Demetrio di Tver' da una parte e Jurij di Mosca dall'altra, entrambi esautorati e uccisi in contesti diversi dal khan Uzbek. Tra il 1325 e il 1326, con l'autorizzazione dei tartari, al posto di Demetrio assunse le redini di Tver' suo fratello Alessandro. Desideroso di arrestare l'ascesa del principato rivale, il nuovo sovrano della Moscovia, Ivan Kalita, attese con pazienza il momento favorevole in cui avrebbe potuto approfittare di favorevoli circostanze e di «intempestive ritorsioni dell'avversario».

## La rivolta

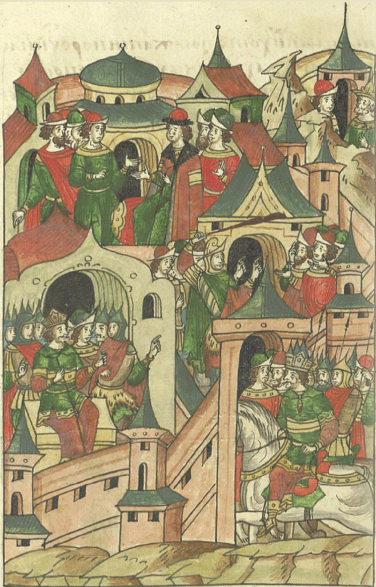
Ciol-Khan varca le porte della città di Tver'. Miniatura tratta dalla Cronaca illustrata di Ivan il Terribile

Nel 1327, Uzbek Khan inviò a Tver' il cugino Ciol-khan (Ščelkan o Ševkal nella maggior parte delle versioni) al comando di un contingente tartaro. Non è chiara la ragione che spinse Uzbek a compiere questo gesto. Mentre alcuni studiosi hanno ipotizzato che Ciol-khan fu inviato apposta per provocare una crisi interna a Tver', al fine di ridurre la potenza di quel principato, Charles Halperin ha suggerito in modo abbastanza plausibile che il suo scopo fosse quello di «supervisionare la coscrizione e la raccolta delle entrate, di cui l'Orda aveva bisogno in vista di un'altra campagna contro gli ilkhan di Persia in Azerbaigian».
Stando a quanto riferito dalle cronache di Tver', una volta giunto Ciol-khan cacciò Alessandro dal suo palazzo e presto anche la popolazione locale cominciò a percepire la presenza straniera in maniera tangibile. I guerrieri al seguito di Ciol, infatti, si dimostrarono tutt'altro che ligi, lasciandosi andare a soprusi e a repressioni contro gli abitanti di Tver'. Pare che, nonostante gli abusi, Alessandro si astenne dal precipitarsi alle armi ed esortò in maniera lungimirante i suoi concittadini a sopportare con pazienza. La misura, però, divenne colma a seguito di un piccolo incidente dalla portata pressoché insignificante. Mentre l'animale si stava abbeverando presso le acque del fiume Volga, i tartari si appropriarono di una «giovane e grassa giumenta» di un certo diacono e tanto bastò per scatenare una vera e propria sommossa. Radunata in fretta e furia una veče, ovvero un'assemblea cittadina, gli abitanti di Tver' si convinsero a ribellarsi e massacrarono Ciol-khan nella giornata del 15 agosto, allo stesso modo delle sue truppe e di tutti i mercanti tartari della città.
Secondo la maggioranza dei resoconti, il granduca di Mosca Ivan Kalita si recò immediatamente nell'Orda d'Oro, chiedendo al khan di poter essere messo al comando di un vasto esercito che potesse sedare i tumulti. Il khan, dal canto suo, desiderava vendicare «in modo esemplare il sangue versato e l'affronto» e Ivan si proponeva come esecutore nel momento perfetto. La richiesta, pertanto, non rimase inascoltata e fu presto esaudita; a Ivan venne messa a disposizione una grossa forza punitiva, che avrebbe guidato di persona, e composta da circa 50 000 uomini. Come confermato dagli storici, a tale campagna si unì Alessandro Vasilievič di Sudzal'. Kašin e Toržok, così come forse anche altre località, furono saccheggiate; Novgorod, dove Ivan aveva prudentemente insediato dei governatori a lui fedeli prima di partire verso il territorio dell'Orda, fu invece risparmiata. Si tende a credere che i novgorodiani, i quali presumibilmente avevano mostrato sintomi di disaffezione sotto gli uomini di Alessandro, riuscirono a corrompere i tartari per lasciare intatta la repubblica. Altrove la situazione fu più turbolenta: il principe di Rjazan', Ivan Jaroslavič, fu ad esempio condannato a morte. Gli unici distretti verso cui i tatari non eseguirono alcuna rappresaglia furono, non a caso, quelli di Mosca. Considerato il contesto, Alessandro di Tver' valutò la fuga dalla sua città: nonostante avesse siglato un accordo di alleanza con Novgorod all'inizio dell'anno, la città rifiutò di aprirgli le porte, motivo per cui dovette andare a Pskov. I suoi fratelli si nascosero nei pressi del lago Ladoga, a nord di Novgorod, fino a quando non ritennero che nel loro principato le acque si fossero di nuovo calmate.

## Conseguenze

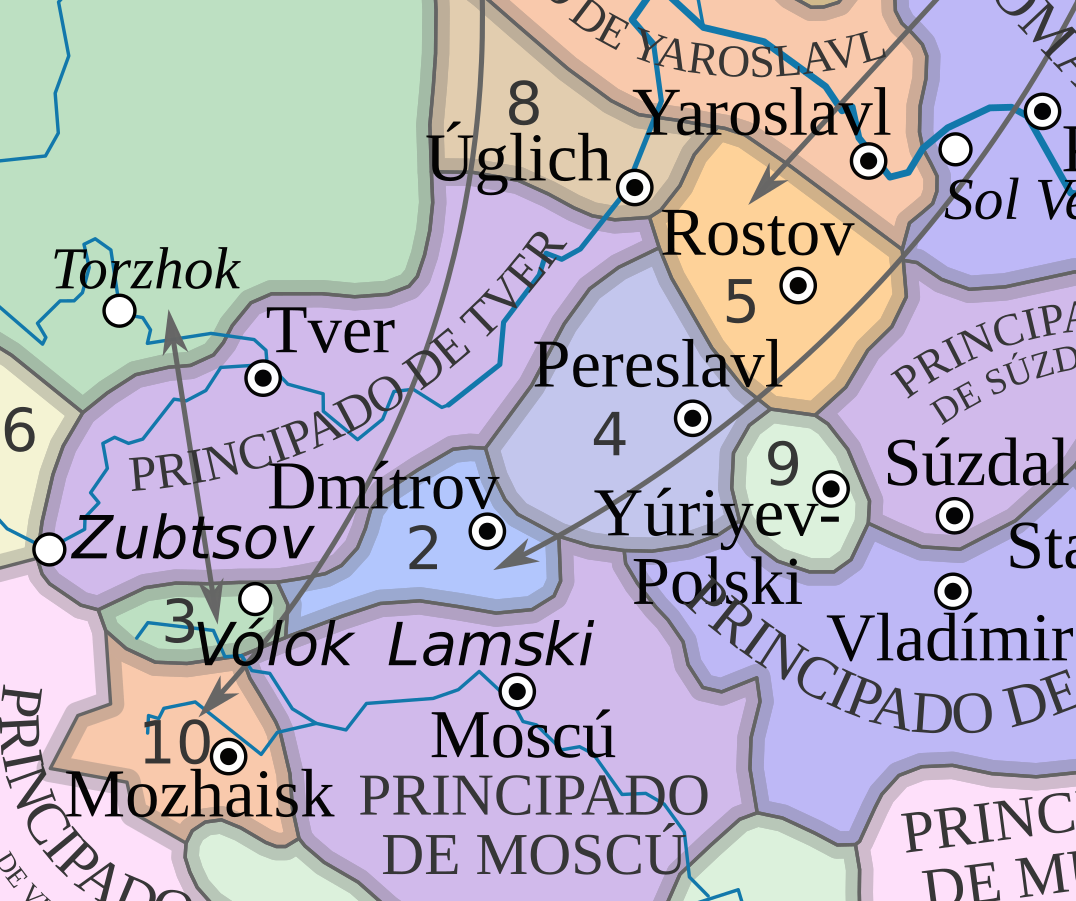
Il principato di Tver' tra 1330 e 1340
Quando poco dopo l'arrivo di Alessandro in città Pskov fu colpita da un interdetto dal metropolita di Mosca Teognoste il Greco, alleato di Ivan, il principe dovette continuare a viaggiare e decise dunque di recarsi nel Granducato di Lituania di Gediminas. Lì ottenne il permesso di recarsi a Pskov come suo vassallo, potendo così godere di una sorta di immunità. Solo nel 1334 Alessandro ottenne un salvacondotto e poté ricoprire nuovamente la sua carica a Tver' dopo aver ottenuto il perdono di Uzbek a Saraj.
Da un punto di vista politico, la soppressione della rivolta coincise con la fine della supremazia di Tver' nello scenario della Russia occidentale. Mosca poté così cominciare un graduale percorso di ascesa sotto la dinastia dei discendenti di Ivan Kalita. Ci vollero quarant'anni affinché potesse nuovamente competere con Mosca e anche in quel caso Tver' non fu in grado di prevalere nella contesa.

## Fonti
Gli eventi del 1327, dagli antefatti della rivolta al conseguente sacco, vengono raccontati da fonti medievali in diverse versioni, di cui alcune sono coeve, altre di epoca successiva. Non bisogna poi dimenticare che alcune di esse rappresentano maggiormente gli interessi di Tver' e altre quelli di Mosca o Novgorod, contenendo elementi di parzialità più o meno evidenti.
I due resoconti più antichi degli eventi del 1327 sono indipendenti l'uno dall'altro. Il primo, quello contenuto in scritti realizzati a Tver', rappresenta Alessandro assegnandogli un ruolo passivo e incolpevole nei tumulti. L'altro filone fa invece capo a un racconto ultimato lontano da Tver' e viene descritto da più fonti. La versione più antica è quella della Prima Cronaca di Novgorod (relativamente poco concentrata su Aleksandr e Ivan e contenente soltanto informazioni rivolte a lettori novgorodiani); la Quarta Cronaca di Novgorod, influenzata da una visione anti-tartara e anti-tverita, fornisce elementi confusi e parziali. Ulteriori opere realizzate a Mosca forniscono invece dettagli non riferiti da nessun altro testo, tendendo inoltre ad assegnare un ruolo assai più circoscritto al granduca Ivan e al principe Alessandro di Suzdal' e limitandosi a sostenere che si spinsero a Tver' obbedendo agli ordini del khan tartaro. L'esame più dettagliato sulle fonti è stato realizzato da John Fennell.

## Giudizio storiografico
Le vicende legate alla rivolta vengono spiegate dalle fonti coeve in maniera abbastanza chiara, ma sono nati molti dubbi in merito alle ragioni che portarono agli avvenimenti descritti. Secondo un primo filone, Ciol-khan sarebbe giunto a Tver' per uccidere Alessandro alla prima occasione valida, al fine di rimpiazzarlo sul trono cittadino e riservare ai suoi uomini il comando di altre città russe, procedendo poi infine a convertirne gli abitanti. Tale ipotesi è da considerarsi altamente improbabile, così come si deve escludere che, a prescindere dal suo grado di coinvolgimento nelle vicende, Alessandro avesse desiderato ingaggiare battaglia con i tatari, anche a costo di rischiare la distruzione del suo principato. Di certo non fu frutto del caso la strada seguita dai tartari durante la loro avanzata, la quale non passò mai in terre moscovite.

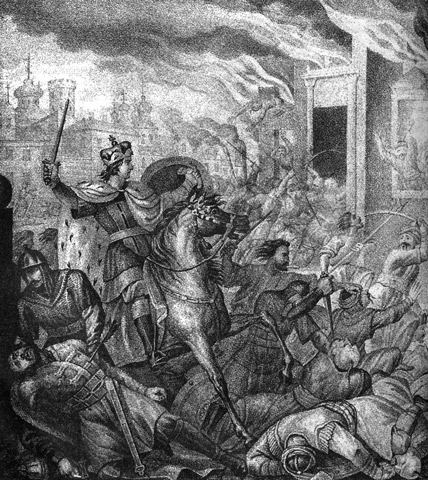
Incisione raffigurante Alessandro nell'atto di cacciare i tatari da Tver' durante la rivolta del 1327

Quanto ai motivi che spinsero Uzbek Khan a inviare Ciol-Khan a Tver', l'autore delle Cronache di Tver' risulta forse colui che meglio si è avvicinato a comprendere il comportamento dei tartari a Tver'. Il vivido resoconto testimoniato lascia dedurre che chi giunse dall'Orda d'Oro si comportò con estrema provocazione, istigando forse addirittura volontariamente la gente comune fino all'esasperazione. Se davvero, come suggerito sopra, Uzbek nominò Alessandro gran principe con l'intenzione di poterlo poi eliminare così come il suo principato, le deliberate ingiustizie compiute da Ciol-khan non avrebbero fatto altro che seguire le intenzioni e i piani del khan.
Altrettanto degna di attenzione è la strategia adottata da Ivan, il quale partì immediatamente per l'Orda quando seppe cosa era avvenuto a Tver'. La fiducia nel suo progetto fu tale che egli decise di inviare prima i suoi governatori a Novgorod, in maniera tale che essa non sarebbe stata attaccata. Avendo suscitato una buona impressione sul khan, Ivan ricevette il comando di un'armata tartara e procedette a devastare la regione di Tver', aggredendo pure, senza dubbio alcuno, tutti coloro che avevano manifestato simpatie per l'autorità di Alessandro.

## Influenza culturale
Le condotte riprovevoli dei tartari che causarono l'insurrezione destarono un'impressione profonda nella gente dell'epoca, come si può dedurre dal fatto che è stato tramandato per secoli un canto epico dedicato a "Šelkan Dudentevič" (ovvero Ciol-khan), «alla sua spietata caparbietà e alla sua meritata fine».